# Dan Hooker
Daniel Preston Hooker (Auckland, 13 de febrero de 1990) es un artista marcial mixto neozelandés que actualmente compite en la categoría de peso ligero de Ultimate Fighting Championship (UFC). Desde el 22 de julio de 2025 está en la posición #6 del ranking de peso ligero de UFC.

## Carrera de artes marciales mixtas

### Ultimate Fighting Championship

#### 2014
Hooker hizo su debut promocional contra Ian Entwistle el 28 de junio de 2014 en UFC Fight Night 43. Ganó la pelea por la vía del TKO en el primer asalto.
Hooker enfrentó a Máximo Blanco el 20 de septiembre de 2014 en UFC Fight Night 52. Perdió la pelea por decisión unánime.

#### 2015
Hooker enfrentó a Hatsu Hioki el 10 de mayo de 2015 en UFC Fight Night 65. Ganó la pelea por nocaut en el segundo asalto con una combinación de patadas a la cabeza y golpes. Con esta victoria, se convirtió en el primer hombre en noquear a Hioki en una pelea de MMA. La victoria también le valió a Hooker su primer premio de Actuación de la Noche.
Hooker enfrentó a Yair Rodríguez el 3 de octubre de 2015 en UFC 192. Perdió la pelea por decisión unánime.

#### 2016
Hooker enfrentó a Mark Eddiva el 20 de marzo de 2016 en UFC Fight Night 85. Ganó la pelea por sumisión en el primer asalto.
Hooker enfrentó a Jason Knight el 27 de noviembre de 2016 en UFC Fight Night 101. Perdió la pelea por decisión unánime.

#### 2017
Hooker peleó contra Ross Pearson el 11 de junio de 2017 en UFC Fight Night 110. Ganó la pelea por nocaut en el segundo asalto. La victoria también le valió a Hooker su segundo premio a la Actuación de la Noche.
Hooker enfrentó a Marc Diakiese el 30 de diciembre de 2017 en UFC 219. Ganó la pelea por sumisión en el  tercer asalto

#### 2018
Hooker enfrentó a Jim Miller el 21 de abril de 2018 en UFC Fight Night 128. Ganó la pelea por nocaut en el primer asalto.
Hooker enfrentó a Gilbert Burns el 7 de julio de 2018 en UFC 226. Ganó la pelea por nocaut en el primer asalto.
Hooker enfrentó a Edson Barboza el 15 de diciembre de 2018 en UFC on Fox 31. Hooker mostró resistencia y dureza después de ser dominado con golpes, pero finalmente fue noqueado en el tercer asalto, siendo la primera vez que es finalizado en un combate de MMA.

#### 2019
Hooker enfrentó a James Vick el 20 de julio de 2019 en UFC on ESPN 4. Ganó la pelea por nocaut en el primer asalto. Tras la victoria, recibió su tercer precio a la Actuación de la Noche.
Hooker enfrentó a Al Iaquinta el 6 de octubre de 2019 en UFC 243. Ganó la pelea por decisión unánime.

#### 2020
Hooker enfrentó a Paul Felder el 23 de febrero de 2020 en UFC Fight Night: Felder vs. Hooker. Ganó la pelea por una controvertida decisión dividida. De los 17 miembros de los medios, 12 lo calificaron la pelea a favor de Felder y solo 4 para Hooker. Tras la pelea, recibió el premio a la Pelea de la Noche.

#### 2021
Hooker enfrentó a Michael Chandler el 24 de enero de 2021 en UFC 257. Perdió el combate por TKO en el primer asalto. Cayó por tercera vez desde su regreso a las 155 libras.
Hooker enfrentó a Nasrat Haqparast el 25 de septiembre de 2021 en UFC 266.  Ganó el combate por decisión unánime.
Hooker enfrentó a Islam Makhachev en UFC 267. Perdió el combate por sumisión en el primer asalto.

#### 2022
Hooker enfrentó a Arnold Allen el 19 de marzo de 2022, en UFC Fight Night 204. Perdió la pelea por TKO en el primer asalto.
Hooker enfrentó a Claudio Puelles on 12 de noviembre de 2022, at UFC 281. Ganó la pelea por TKO en el segundo asalto.

#### 2023
Hooker enfrentó a Jalin Turner el 8 de julio de 2023, en UFC 290. En el pesaje, Turner pesó 158 libras, 2 libras sobre el límite de peso ligero. Como resultado, la pelea continuó en un pes pactado con Turner siendo multado el 20% de su bolsa, que fue hacía Hooker. Ganó la pelea por decisión dividida.
Hooker está programado para enfrentar a Bobby Green el 2 de diciembre de 2023, en UFC on ESPN 52.  Sin embargo, Hooker fue obligado a retirarse de la pelea por una lesión sufrida en su pelea con Turner.

#### 2024
Hooker enfrentó a Mateusz Gamrot el 17 de agosto de 2024, en UFC 305. Ganó la pelea por decisión dividida. 8 de 17 medios especializados le dieron la pelea a Hooker. Esta pelea lo hizo merecedor de su tercer premio de Pelea de la Noche.

## Campeonatos y logros
- Ultimate Fighting Championship
  - Actuación de la Noche (tres veces)
  - Pelea de la Noche (dos veces)

- Australian Fighting Championship
  - Campeón de peso ligero (una vez)

- Supremacy Fighting Championships
  - Campeón de peso ligero (una vez)

- MMAJunkie.com
  - Nocaut del mes de mayo de 2015
  - Pelea del mes de febrero de 2020

## Récord en artes marciales mixtas
| Récord profesional | Récord profesional | Récord profesional |
| 36 peleas          | 24 victorias       | 12 derrotas        |
| ------------------ | ------------------ | ------------------ |
| Nocaut             | 11                 | 3                  |
| Sumisión           | 7                  | 3                  |
| Decisión           | 6                  | 6                  |

| Resultado | Récord | Oponente         | Método                                     | Evento                                 | Fecha                    | Ronda | Tiempo | Localización                 | Notas                                                   |
| --------- | ------ | ---------------- | ------------------------------------------ | -------------------------------------- | ------------------------ | ----- | ------ | ---------------------------- | ------------------------------------------------------- |
| Victoria  | 24–12  | Mateusz Gamrot   | Decisiòn (dividida)                        | UFC 305                                | 17 de agosto de 2024     | 3     | 5:00   | Perth                        | Pelea de la Noche.                                      |
| Victoria  | 23–12  | Jalin Turner     | Decisión (dividida)                        | UFC 290                                | 8 de julio de 2023       | 3     | 5:00   | Las Vegas, Nevada            | Pelea en peso pactado (158 lbs); Turner no dio el peso. |
| Victoria  | 22–12  | Claudio Puelles  | TKO (patada al cuerpo)                     | UFC 281                                | 12 de noviembre de 2022  | 2     | 4:06   | Nueva York, Nueva York       | Regreso a peso ligero.                                  |
| Derrota   | 21–12  | Arnold Allen     | TKO (golpes y codazos)                     | UFC Fight Night: Volkov vs. Aspinall   | 19 de marzo de 2022      | 1     | 2:33   | Londres                      | Regreso a peso pluma.                                   |
| Derrota   | 21–11  | Islam Makhachev  | Sumisión (kimura)                          | UFC 267                                | 30 de octubre de 2021    | 1     | 2:25   | Abu Dhabi                    |                                                         |
| Victoria  | 21–10  | Nasrat Haqparast | Decisión (unánime)                         | UFC 266                                | 25 de septiembre de 2021 | 3     | 5:00   | Las Vegas, Nevada            |                                                         |
| Derrota   | 20–10  | Michael Chandler | TKO (golpes)                               | UFC 257                                | 23 de enero de 2021      | 1     | 2:30   | Abu Dabi                     |                                                         |
| Derrota   | 20–9   | Dustin Poirier   | Decisión (unánime)                         | UFC on ESPN: Poirier vs. Hooker        | 27 de junio de 2020      | 5     | 5:00   | Las Vegas, Nevada            | Pelea de la Noche.                                      |
| Victoria  | 20–8   | Paul Felder      | Decisión (dividida)                        | UFC Fight Night: Felder vs. Hooker     | 23 de febrero de 2020    | 5     | 5:00   | Auckland                     |                                                         |
| Victoria  | 19–8   | Al Iaquinta      | Decisión (unánime)                         | UFC 243                                | 6 de octubre de 2019     | 3     | 5:00   | Melbourne                    |                                                         |
| Victoria  | 18–8   | James Vick       | KO (puñetazo)                              | UFC on ESPN: dos Anjos vs. Edwards     | 20 de julio de 2019      | 1     | 2:33   | San Antonio, Texas           | Actuación de la Noche.                                  |
| Derrota   | 17–8   | Edson Barboza    | TKO (puñetazo al cuerpo)                   | UFC on Fox: Lee vs. Iaquinta 2         | 15 de diciembre de 2018  | 3     | 2:19   | Milwaukee, Wisconsin         |                                                         |
| Victoria  | 17–7   | Gilbert Burns    | KO (golpes)                                | UFC 226                                | 7 de julio de 2018       | 1     | 2:28   | Las Vegas, Nevada            |                                                         |
| Victoria  | 16–7   | Jim Miller       | KO (rodillazo)                             | UFC Fight Night: Barboza vs. Lee       | 21 de abril de 2018      | 1     | 3:00   | Atlantic City, Nueva Jersey, |                                                         |
| Victoria  | 15–7   | Marc Diakiese    | Sumisión (estrangulamiento por guillotina) | UFC 219                                | 30 de diciembre de 2017  | 3     | 0:42   | Las Vegas, Nevada            |                                                         |
| Victoria  | 14–7   | Ross Pearson     | KO (rodillazo)                             | UFC Fight Night: Lewis vs. Hunt        | 11 de junio de 2017      | 2     | 3:02   | Auckland                     | Actuación de la Noche.Regreso a peso ligero.            |
| Derrota   | 13–7   | Jason Knight     | Decisión (unánime)                         | UFC Fight Night: Whittaker vs. Brunson | 27 de noviembre de 2016  | 3     | 5:00   | Melbourne                    |                                                         |
| Victoria  | 13–6   | Mark Eddiva      | Sumisión (estrangulamiento por guillotina) | UFC Fight Night: Hunt vs. Mir          | 20 de marzo de 2016      | 1     | 1:24   | Brisbane                     |                                                         |
| Derrota   | 12–6   | Yair Rodríguez   | Decisión (unánime)                         | UFC 192                                | 3 de octubre de 2015     | 3     | 5:00   | Houston, Texas               |                                                         |
| Victoria  | 12–5   | Hatsu Hioki      | KO (patada en la cabeza y golpes)          | UFC Fight Night: Miocic vs. Hunt       | 10 de mayo de 2015       | 2     | 4:13   | Adelaida                     | Actuación de la Noche.                                  |
| Derrota   | 11–5   | Máximo Blanco    | Decisión (unánime)                         | UFC Fight Night: Hunt vs. Nelson       | 20 de septiembre de 2014 | 3     | 5:00   | Saitama                      |                                                         |
| Victoria  | 11–4   | Ian Entwistle    | TKO (codazos)                              | UFC Fight Night: Te-Huna vs. Marquardt | 28 de junio de 2014      | 1     | 3:34   | Auckland                     | Regreso a peso pluma.                                   |
| Victoria  | 10–4   | Nick Patterson   | TKO (golpes)                               | AFC 6                                  | 24 de agosto de 2013     | 3     | 0:34   | Melbourne                    | Defendió el Campeonato AFC de Peso Ligero               |
| Victoria  | 9–4    | Rusty McBride    | Sumisión (estrangulamiento por detrás)     | AFC 5                                  | 10 de mayo de 2013       | 1     | 1:31   | Melbourne                    | Defendió el Campeonato AFC de Peso Ligero               |
| Victoria  | 8–4    | Sihle Khuboni    | Sumisión (estrangulamiento por triángulo)  | Shuriken MMA: Clash of the Continents  | 13 de octubre de 2012    | 1     | 2:53   | Auckland                     | Regreso a peso ligero.                                  |
| Victoria  | 7–4    | Chengjie Wu      | TKO (parada médica)                        | Legend FC 9                            | 16 de junio de 2012      | 1     | 3:44   | Macau                        | Debut en peso pluma.                                    |
| Victoria  | 6–4    | Rusty McBride    | TKO (parada médica)                        | AFC 3                                  | 14 de abril de 2012      | 2     | 3:57   | Melbourne                    | Ganó el Campeonato de Peso Ligero de AFC                |
| Derrota   | 5–4    | Haotian Wu       | Sumisión (estrangulamiento por detrás)     | Legend FC 8                            | 30 de marzo de 2012      | 2     | 4:52   | Hong Kong                    |                                                         |
| Victoria  | 5–3    | Yuma Ishizuka    | Decisión (unánime)                         | AFC 2                                  | 3 de septiembre de 2011  | 3     | 5:00   | Melbourne                    |                                                         |
| Victoria  | 4–3    | Scott MacGregor  | Sumisión (estrangulamiento por guillotina) | SFC 8                                  | 30 de julio de 2011      | 1     | 4:42   | Auckland                     | Ganó el Campeonato SFC South Pacific de Peso Ligero     |
| Derrota   | 3–3    | Rob Lisita       | Decisión (dividida)                        | SCF 6                                  | 3 de julio de 2010       | 3     | 5:00   | Dunedin                      | Por el Campeonato SFC South Pacific de Peso Ligero.     |
| Derrota   | 3–2    | Sonny Brown      | Sumisión (estrangulamiento por detrás)     | Rize 4                                 | 27 de marzo de 2010      | 2     | 2:00   | Fortitude Valley             |                                                         |
| Victoria  | 3–1    | Ken Yasuda       | TKO (lesión en el ojo)                     | Rize 3                                 | 5 de diciembre de 2009   | 1     | 3:12   | Mansfield                    |                                                         |
| Victoria  | 2–1    | Adam Calver      | Sumisión (barra de brazo)                  | SCF 4                                  | 14 de noviembre de 2009  | 1     | 2:52   | Auckland                     |                                                         |
| Derrota   | 1–1    | Adam Calver      | Decisión (dividida)                        | SCF 3                                  | 25 de julio de 2009      | 3     | 5:00   | Auckland                     |                                                         |
| Victoria  | 1–0    | Mike Taylor      | Sumisión (estrangulamiento por detrás)     | SCF 2                                  | 7 de marzo de 2009       | 1     | 0:48   | Auckland                     | Debut en Peso Ligero                                    |